# Avril 1957

## Évènements
- L’opposition métropolitaine (François Mauriac) obtient la nomination d’une commission d’enquête sur les abus de la répression.[précision nécessaire]

- 2 avril : premier vol conventionnel de l'avion à décollage et atterrissage vertical Short SC.1.
- 4 avril : premier vol des prototypes de l'intercepteur britannique English Electric Lightning.
- 8 avril : après l’échec de Suwirdjo, le ministère extraparlementaire est créé par le Dr Djuanda qui reprend le programme de Soekarno. Le conseil national est créé et malgré la multiplication des attentats, le président Soekarno poursuit sa politique « d’union nationale ».
- 9 avril : au Cambodge, Norodom Sihanouk reprend le poste de Premier ministre.
- 10 avril, Canada : création d'un régime national d'assurance-hospitalisation prévoyant des coûts partagés entre le fédéral et les provinces.
- 13 avril : le gouvernement de Jordanie propose une fédération avec la Syrie et l'Égypte et l’établissement de relations diplomatiques avec l'Union soviétique. Hussein renvoie le gouvernement. Les forces pro-nassériennes, soutenues par les officiers palestiniens de l’armée jordanienne, répliquent par une insurrection populaire. Le roi rétablit l’ordre grâce aux troupes loyalistes.
- 16 avril[1] : le Cameroun obtient l'autonomie partielle. Un gouvernement est formé le 10 mai. 
  - Émeutes et intervention française au Cameroun à la suite de l'autonomie.
- 25 avril : discours électoral de John Diefenbaker au Massey Hall de Toronto [2].
- 27 avril : première venue de la reine d'Angleterre en France.

## Naissances
- 2 avril :
  - Paul Chariéras, comédien français.
  - Pascal Delannoy, évêque catholique français, archevêque de Strasbourg.
  - Barbara Jordan, joueuse de tennis américaine.
  - Jacques Monclar, basketteur puis entraîneur et consultant à la télévision français.
  - Richard Wagner, juge en chef du Canada et Administrateur du Canada depuis 2021.
- 4 avril : Aki Kaurismäki, réalisateur et scénariste finlandais.
- 6 avril : Christophe Sirchis, musicien et réalisateur français.
- 9 avril : André Manoukian, Pianiste français.
- 13 avril : Ana Dias Lourenço, femme politique angolaise et Première dame de l'Angola depuis 2017.
- 17 avril : 
  - Marc Aillet, évêque catholique français, évêque de Bayonne.
  - Anicet-Georges Dologuélé, personnalité politique centrafricain.
- 19 avril : 
  - Bernard Montiel, animateur de télévision et de animateur de radio et comédien français.
  - Mukesh Ambani, homme d'affaires indien.
- 20 avril : Gilles Laurent, acteur de doublage français.
- 21 avril : 
  - Faustin-Archange Touadéra, homme politique centrafricain.
  - Mamadou Koulibaly, homme politique, économiste et enseignant-chercheur ivoirien.
- 22 avril : Donald Tusk, homme politique polonais.
- 23 avril : Kenji Kawai, compositeur japonais de musiques de films.
- 25 avril : Roch Marc Christian Kaboré, homme d'État burkinabè, président du Burkina Faso de 2015 à 2022.
- 26 avril : François Place, écrivain et illustrateur français.
- 28 avril : Léopold Eyharts, spationaute français.
- 29 avril : Daniel Day-Lewis, acteur britannique.
- 29 avril : Viktar Hantchar, homme politique biélorusse.
- 30 avril : Atila Pesyani, acteur iranien († 6 octobre 2023).

## Décès
- 2 avril : Arthur Petrie, comédien du burlesque.
- 3 avril : Ned Sparks, acteur.
- 8 avril : Pedro Segura y Sáenz, cardinal espagnol, archevêque de Tolède (° 4 décembre 1880).
- 28 avril : René Barthe, médecin français, pionnier de la médecine du travail.